# Callidiellum rufipennis
Callidiellum rufipennis là một loài bọ cánh cứng trong họ Cerambycidae.